# Musikåret 1872

## Händelser
- 8 februari – Giuseppe Verdis opera Aida har Italienpremiär [1]

## Födda
- 6 januari – Aleksandr Skrjabin, rysk tonsättare.
- 11 januari – Paul Graener, tysk tonsättare.
- 6 mars – Paul Juon, rysk kompositör.
- 19 mars – Sergej Djagilev, rysk balettchef och impressario.
- 28 april – Otto Hultner, svensk tonsättare, violinist och trumpetare.
- 29 april – Eyvind Alnæs, norsk tonsättare.
- 1 maj – Hugo Alfvén, svensk tonsättare.
- 11 juli – Nils Malmberg, svensk militärmusiker och tonsättare.
- 18 juli – Julius Fučík, tjeckisk tonsättare.
- 20 juli – Déodat de Séverac, fransk tonsättare.
- 21 september – Albert Löfgren, svensk klarinettist, kompositör och arrangör.
- 12 oktober – Ralph Vaughan Williams, engelsk tonsättare.
- 4 november – Wilhelm Lundgren, svensk musikpedagog, violinist, tonsättare och kördirigent.
- 29 november – Anna von Mildenburg, tysk sopran.
- 8 december – Josef Eriksson, svensk tonsättare.
- 20 december – Lorenzo Perosi, italiensk tonsättare.
- 27 december – Georg Høeberg, dansk tonsättare.

## Avlidna
- 19 mars – Johan van Boom, 65, svensk-nederländsk musiker och tonsättare.
- 22 mars – Carolina Bock, 79, svensk balettdansös, skådespelare och sångare.
- 3 april – Henriette Widerberg, 75, svensk operasångare (sopran).
- 15 maj – Thomas Hastings, 87, amerikansk kyrkomusiker, musikpedagog, tonsättare och psalmförfattare.
- 26 juli – Michele Carafa de Colobrano, 84, italiensk kompositör.
- 4 augusti – Wilhelm Wieprecht, 69, tysk tonsättare och musiker.
- 11 augusti – Lowell Mason, 80, amerikansk tonsättare.
- 21 november – Torgeir Augundsson (”Myllarguten”), 71, norsk spelman.

### Fotnoter
1. ↑  ”San Diego Opera”. Arkiverad från originalet den 4 juni 2011. https://web.archive.org/web/20110604034738/http://sdopera.com/Operapaedia/Aida. Läst 23 mars 2011.